# Hybanthus lehmannii
Hybanthus lehmannii är en violväxtart som först beskrevs av Georg Hans Emmo Emo Wolfgang Hieronymus, och fick sitt nu gällande namn av Melch.. Hybanthus lehmannii ingår i släktet Hybanthus och familjen violväxter. Inga underarter finns listade i Catalogue of Life.